# William A. Richards

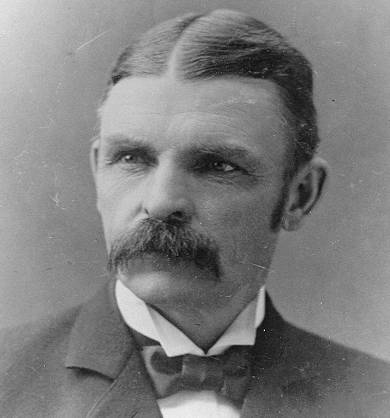
William A. Richards (um 1895)

William Alford Richards (* 9. März 1849 in Hazel Green, Grant County, Wisconsin; † 25. Juli 1912 in Melbourne, Australien) war ein US-amerikanischer Politiker (Republikanische Partei) und vierter Gouverneur des Bundesstaates Wyoming.

## Biografie
Nach dem Besuch öffentlicher Schulen in Hazel Green und Galena (Illinois) war er von 1866 bis 1869 Lehrer im Grant County. Zwischen 1870 und 1874 absolvierte er ein Studium der Rechtswissenschaften an der University of Nebraska in Omaha. 1873 begab er sich mit seinem Bruder in das Wyoming-Territorium, wo sie als Landvermesser an der Süd- und Westgrenze des Territoriums tätig waren. Danach arbeitete er als Landvermesser und Bauingenieur in Nebraska und Oakland (Kalifornien). 1879 erfolgte seine Wahl zum Landvermesser des Santa Clara County; allerdings musste er aus gesundheitlichen Gründen dieses Amt bald niederlegen und ließ sich in Colorado nieder. 1881 nahm er die Wahl zum Landvermesser des El Paso County und Stadtingenieur von Colorado Springs an.
Nach einigen Jahren in anderen Teilen der USA kehrte er 1884 nach Wyoming zurück, wo er sich als Viehzüchter in Big Horn Basin niederließ. 1886 wurde Richards zum Bezirkskommissar (Commissioner) des 1875 gegründeten Johnson County gewählt. 1889 wurde er von US-Präsident Benjamin Harrison zum Obersten Landvermesser (Surveyor General) des Territoriums ernannt.
Nach seiner Wahl zum Gouverneur des Bundesstaates Wyoming war er vom 7. Januar 1895 bis zum 2. Januar 1899 im Amt.
Anschließend wurde er von US-Präsident William McKinley zunächst zum Stellvertretenden Kommissar im United States General Land Office ernannt und war damit einer der Verantwortlichen für die Einteilung und Verteilung (Land-Lotterie) von indianischen Siedlungsgebieten im Comanche County und Kiowa County im Oklahoma-Territorium an weiße Siedler, ehe er von 1903 bis 1907 Commissioner der Behörde war.
1909 erfolgte seine Ernennung zum ersten Steuerkommissar (Commissioner of Taxation) des Bundesstaates Wyoming. Dieses Amt übte er bis 1912 aus. Im selben Jahr verstarb er als Mitglied einer Delegation des US-Komitees für Bewässerung (U.S. Irrigation Committee) auf einer Reise nach Australien in Melbourne.